# Сулен-Дюи
Суле́н-Дюи́ (фр. Soulaines-Dhuys) — коммуна во Франции, находится в регионе Шампань — Арденны. Департамент — Об. Административный центр кантона Сулен-Дюи. Округ коммуны — Бар-сюр-Об.
Код INSEE коммуны — 10372.
Коммуна расположена приблизительно в 185 км к востоку от Парижа, в 75 км юго-восточнее Шалон-ан-Шампани, в 50 км к востоку от Труа. Стоит на реке Лен.

## Население
Население коммуны на 2008 год составляло 303 человека.
| 1962 | 1968 | 1975 | 1982 | 1990 | 1999 | 2008 |
| ---- | ---- | ---- | ---- | ---- | ---- | ---- |
| 353  | 311  | 270  | 253  | 254  | 267  | 303  |

## Экономика
В 2007 году среди 176 человек в трудоспособном возрасте (15—64 лет) 137 были экономически активными, 39 — неактивными (показатель активности — 77,8 %, в 1999 году было 72,3 %). Из 137 активных работали 129 человек (75 мужчин и 54 женщины), безработных было 8 (1 мужчина и 7 женщин). Среди 39 неактивных 6 человек были учениками или студентами, 18 — пенсионерами, 15 были неактивными по другим причинам.

## Достопримечательности
- Деревянная часовня Сен-Жан (XV век). Памятник истории с 1921 года[3]
- Церковь Сен-Лоран (XVI век). Памятник истории с 1914 года[4]
- Одноарочный мост «Генрих IV» (1602 год). Памятник истории с 1996 года[5]
- Здание мэрии (XVII век). Памятник истории с 1926 года[6]
- Дом на углу улиц Ла-Фонтен и Рампон. Памятник истории с 1970 года[7]

## Фотогалерея
- Церковь Сен-Лоран
- Часовня Сен-Жан
- Мост «Генрих IV»
- Библиотека